# 斎藤真朗
斎藤 真朗（齋藤 真朗、さいとう まさあき、1966年11月30日 - ）は、日本の政治家。山形県寒河江市長（1期）。

## 経歴
上山市生まれ。1985年、山形県立山形南高等学校卒業。1989年、新潟大学法学部卒業。同年、山形県職員となる。2023年4月、寒河江市副市長となった。2024年11月1日、副市長を退任した。

### 2024年寒河江市長選挙
同年の寒河江市長選挙に無所属で立候補して、いずれも新人の元市議会議長と元農水省職員の2人を破って初当選を果たした。
※当日有権者数：32,952人 最終投票率：55.55%（前回比：-pts）
| 候補者名 | 年齢 | 所属党派 | 新旧別 | 得票数  | 得票率 | 推薦・支持 |
| -------- | ---- | -------- | ------ | ------- | ------ | ---------- |
| 斎藤真朗 | 58   | 無所属   | 新     | 8,129票 | 44.67% | -          |
| 国井輝明 | 49   | 無所属   | 新     | 7,087票 | 38.95% | -          |
| 大泉勝利 | 68   | 無所属   | 新     | 2,980票 | 16.38% | -          |

2025年1月20日に市長に就任した。